# 장림여자중학교
장림여자중학교(長林女子中學校)는 대한민국 부산광역시 사하구 장림동에 있는 공립 중학교이다.

## 학교 연혁
- 1986년 1월 8일 : 장림중학교 설립인가(24학급)
- 1986년 2월 28일 : 본관 건축 공사 준공
- 1986년 3월 1일 : 초대 정찬영 교장 부임
- 1986년 3월 5일 : 개교 및 입학식(신입생 8학급 남 121명, 여 365명 계 486명)
- 1986년 8월 26일 : 교사 증축 완공
- 1987년 3월 1일 : 학칙 변경으로 인하여 장림여자중학교로 학교명 변경
- 2003년 12월 17일 : 미리내 도서관 개관
- 2005년 2월 15일 : 「과학체험활동을 통한 환경보전 의식 함양」 부산시교육청 연구학교
- 2007년 11월 7일 : 시교육청 지정 『방과후학교』 연구학교 발표
- 2018년 4월 11일 : 청소년 비즈쿨 운영, 수학나눔학교, 창의융합실.창의공작실 운영, 도서관 리모델링
- 2019년 10월 22일 : 다목적 강당(솔빛관) 개관
- 2022년 3월 1일 : 제17대 은성호 교장 취임
- 2025년 2월 7일 : 제37회 졸업식(6학급 141명, 총 11,989명)
- 2025년 3월 4일 : 제40회 입학식(6학급 163명)

## 참고 자료
- 장림여자중학교 - 한국교육학술정보원 학교알리미